# Berliner Fußballclub Alemannia 1890 e. V.
Berliner FC Alemannia 90 Wacker é uma agremiação alemã, fundada em 1890, sediada no norte de Berlin. Tem suas origens nos predecessores tem suas origens BFC 90 Alemannia e Wacker SC 04 Berlin.

## Alemannia 90 Berlin

Alemannia 90 Berlin

O Berliner Thor-und Fussball Clube Alemannia foi fundado no início de 1890 como SV Jugendlust 1890 Berlin antes de se tornar BTuFC em fevereiro. O clube fez uma breve parceria com o Tambour-Verein Wanderlust naquele ano. Em algum momento na década de 1890 adotou o nome BFC Allemannia 90 Berlin. Inicialmente, o clube jogou críquete que, paralelamente ao futebol e ao rugby, se tornavam esportes populares na época. Um departamento de futebol rapidamente se desenvolveu, e o time jogou na primeira liga de Berlin, tornando-se um dos clubes fundadores da DFB (Federação Alemã de Futebol), em Leipzig, em 1900.
De 1903 a 1911, o time atuou na Märkischer Fußball-Bund, na qual angariou títulos da liga em 1905 e 1907. A partir dos anos 1920, o Allemannia jogou na primeira divisão, a Oberliga Berlin-Brandenburg, vencendo a edição, em 1924, ao defender a parte norte/nordeste de Berlin, e depois perder a defesa de seu título para o Hertha BSC no ano seguinte. O clube avançou para as rodadas do campeonato alemão em ambas as temporadas, mas foi eliminado logo no início. Em 1929, seu desempenho caiu, e o time foi rebaixado.
Em 1933, o Allemannia tornou-se Alemannia. A equipe não se classificou para jogar na nova primeira divisão, a Gauliga, formada naquele ano de acordo com a reorganização do futebol alemão sob o regime do Terceiro Reich, permanecendo fora da elite enquanto perdurou a Segunda Guerra Mundial. 
Após a guerra, as autoridades aliadas de ocupação ordenaram o fechamento de todas as associações, incluindo as esportivas. A formação de novos clubes só foi permitida no final de 1945. Os membros do Alemannia se reorganizaram como SG Prenzlauer Berg West. A nova equipe apareceu na nova Oberliga Berlin (I) e, em 1947-1948, voltou a atuar como Alemannia 90 Berlin. O time promoveu uma campanha de meio de tabela até ser rebaixado em 1956, seguido por uma única volta, na qual terminou em último, em 1957-1958. 
O clube caiu brevemente à quarta divisão antes de integrar a Regionalliga Berlin (II) e Amateurliga Berlin (III) em meados dos anos 1960 e 1970. Na época da fusão com o Wacker, em 1994, o Alemmania já jogava na quinta divisão, a Landesliga Berlin.

## SC Wacker 04 Berlin

Wacker Berlin

O Wacker foi fundado a 25 de julho de 1904 como Reinickendorfer FC West. Em 1908, fundiu-se com o Tegeler FC Hohenzollern 1905 para formar o SC Wacker 04 Tegel. Como Alemannia, o clube jogou na primeira divisão, a Oberliga Berlin na década de 1920, permanecendo como time de meio de tabela ao longo dos anos, nunca conseguindo um título próprio, mas também nunca sendo rebaixado. O Wacker permaneceu na primeira divisão, aderindo à Gauliga Berlin-Brandenburg (I) na sequência da reorganização do futebol alemão sob a égide do Terceiro Reich, em 1933, mas foi imediatamente relegado. A equipe retornou após uma ausência de apenas uma única temporada, caíram em 1939-1940, e depois promovido em 1940, jogando na primeira divisão até o final da guerra.
Na década de 1930, o Wacker fez uma série de aparições na Copa da Alemanha. O time foi goleado por 6 a 0 pelo Tennis Borussia Berlin no final da Landespokal Berliner, em 1931, e fez três aparições na predecessora, Tschammerspokal, hoje DFB-Pokal. Em 1935, avançou à terceira rodada ao derrotar o Altona, de Hamburgo, e Victoria Hamburg antes de ser eliminado pelo SV Werder Bremen.
Após o fim da guerra, em 1945, o Wacker voltou a atuar na primeira divisão, a Oberliga Berlin, inicialmente como SG Reickendorf-West, mas foi rebaixado ao ficar em uma última colocação, em 1956. O retorno à Oberliga se deu uma temporada mais tarde e perdurou até 1963, ano em que ocorreu a formação da Bundesliga, a nova liga profissional do futebol alemão. O Wacker passou a integrar o segundo nível, a Regionalliga Berlin e a 2. Bundesliga Nord, promovendo boas apresentações apesar dos parcos recursos. Durante a década de 1970 o time conseguiu dois segundos e um primeiro lugar na Regionalliga. A experiência na 2. Bundesliga, contudo, foi mais difícil. No meio da década o time sofreu o rebaixamento à Berlin Amateurliga (III), em 1977. Após mais de uma temporada na 2. Bundesliga Nord, o Wacker caiu novamente à terceira divisão e posteriormente à quarta na qual ficaram por uma década de meia antes de decretarem falência em 1994.

## Fusão em 1994
Com o colapso financeiro, o Wacker sofreu a perda de membros que se juntaram ao Alemannia, culminando na formação do Alemannia-Wacker Berlin. O clube recém-criado passou a integrar a Berlin Landesliga (V) e desfrutou de um breve surto de sucesso, passando da metade inferior da tabela a dois segundos lugares consecutivos. No entanto, o sucesso depois apagou-se, mas o time continuou a jogar na Verbandsliga Berlin como um time de meio de tabela até sofrer o rebaixamento em 2008. O clube atualmente integra a Landesliga Berlin (VII).

## Títulos

### Como Alemannia 1890
- Märkischer Fußball-Bund (MFB): 1905 e 1906;
- Verband Brandenburgischer Ballspielverein (VBB): 1924;

### Como Wacker 04 Berlin
- Regionalliga Berlin: 1972;
- Oberliga Berlin: 1978;
- Berliner Landespokal: 1950, 1968 e 1972;

### Como BTuFC Alemannia 90
- Campeonato do Norte: 1898;